# Donjonado
Donjonado en heráldica puede significar dos cosas:
1. En caso de ser un castillo, cuya torre central es más elevada que las laterales.
2. En caso de ser una torre, será donjonada aquella que tenga un torreón encima.

Escudo de Alcalá de Henares, con un castillo donjonado.
Escudo de Torrelameu, con una torre donjonada.

- Datos: Q5813428